# アンディ・マッタラッタ・スタジアム
アンディ・マッタラッタ・スタジアム(インドネシア語: Stadion Andi Mattalata、英: Andi Mattalatta Stadium)は、インドネシアの南スラウェシ州マカッサルにある多目的スタジアムである。

## 概要
スタジアム名のアンディ・マッタラッタとは、マカッサルの属する南スラウェシ州出身であり、南スラウェシ州のスポーツ界に大きな功績を残して2004年に逝去したアンディ・マッタラッタ氏のこと。以前はマットアンギン・スタジアムという名前だったが、マッタラッタ氏の功績をたたえ改称された。収容人数は30,000人。主にサッカーの試合に用いられ、リーガ・インドネシアに所属するPSMマカッサルがホームスタジアムとして使用している。また、PSMマカッサルがAFCチャンピオンズリーグ2004に参戦した際にこのスタジアムが使用されている。

## 交通アクセス
ハサヌディン国際空港よりタクシーで約25～30分。マカッサル港からタクシーで約3分。